# Andrzej Pilipiuk

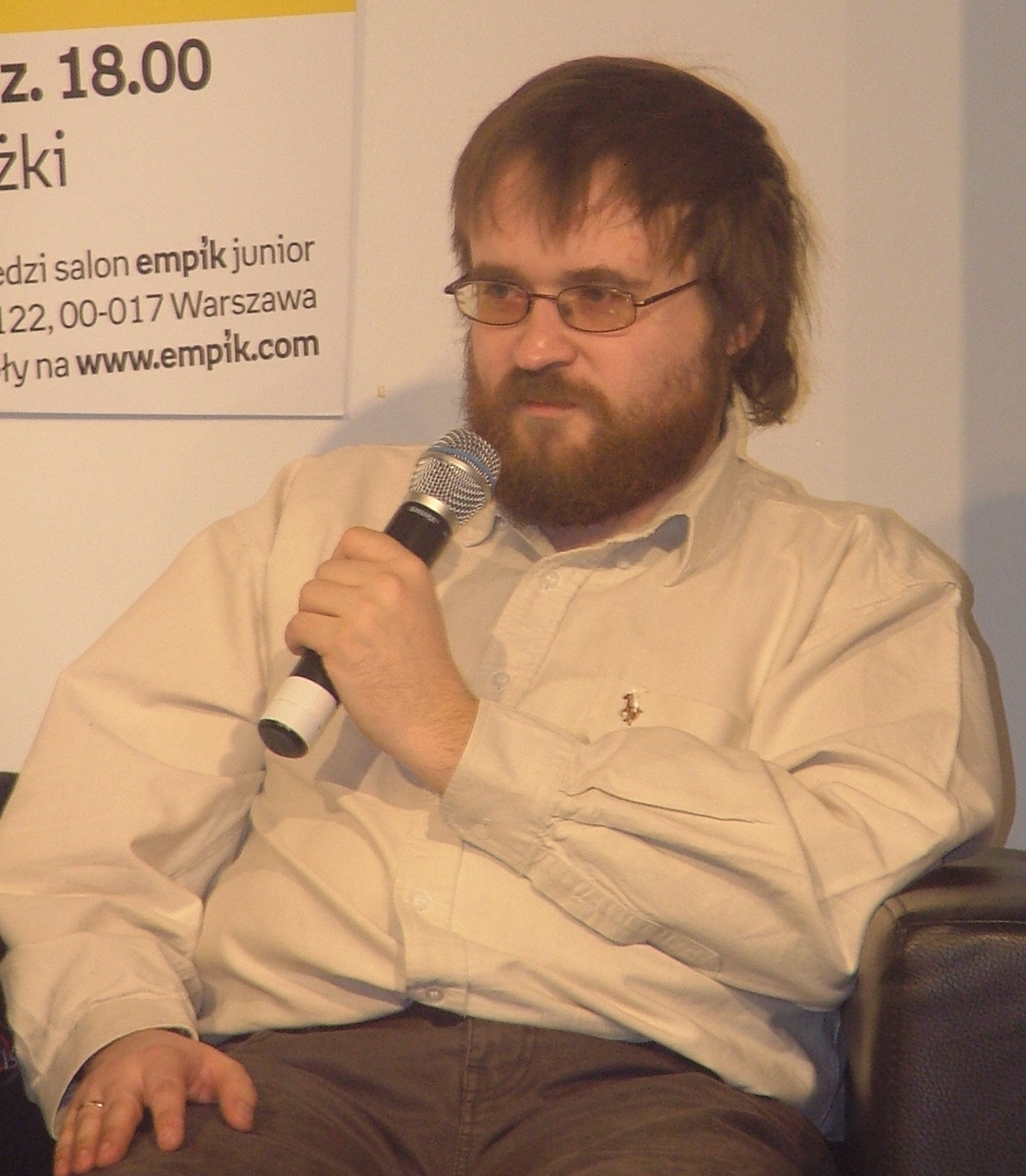
Andrzej Pilipiuk (2008)

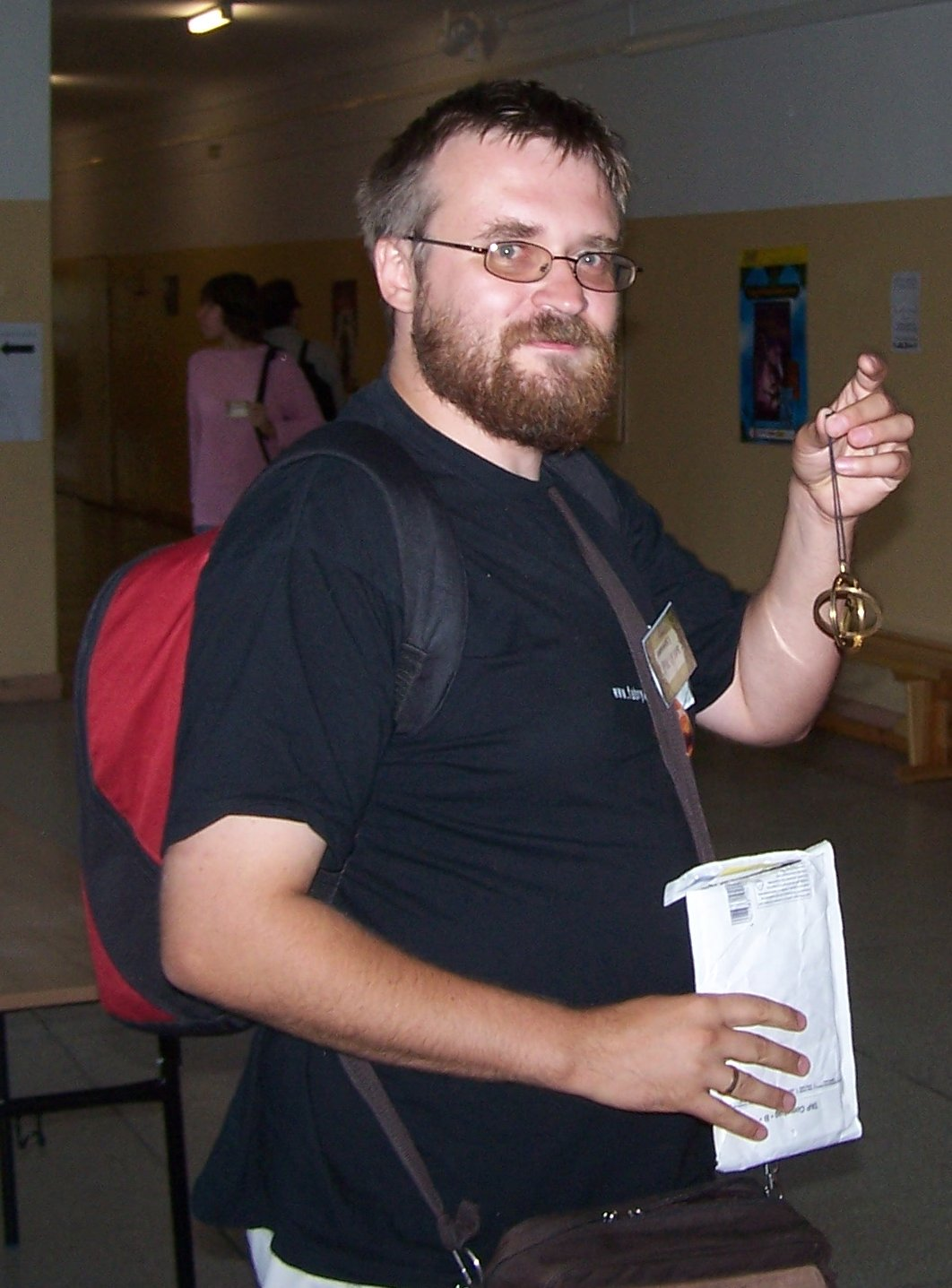
Andrzej Pilipiuk

Andrzej Pilipiuk (* 20. března 1974 Varšava) je polský spisovatel fantasy, zejména humorné. Původním povoláním je archeolog.

## Osobní život
Žije v Krakově. Mezi jeho záliby patří archeologie a historie (zejména období vlády Mikuláše II.), z dalších oborů astronomie, fyzika, chemie (výbušniny, výroba a konzumace alkoholu), medicíny (tropické choroby), geologie (hledání ložisek zlata, platiny a diamantů) a informatika.[zdroj?]

## Dílo
Do žánru vstoupil povídkou Hiena (1996, č. Hyena-Čaroděj Ivanov/Laser-books 2003) v časopise Fenix. Jde o vůbec první publikovanou příhodu věčně opilého exorcisty Jakuba Vandrovce, celý cyklus pak vyšel dnes už v devíti knihách (osm v češtině).
Nejde o jediný autorův cyklus, počátkem jeho druhé románové série byla úspěšná povídka Kuzynki (Science Fiction #16/2002, česky Ikarie 3/2004), za kterou si poprvé a prozatím naposledy vysloužil Cenu Janusze Zajdla. Následně ji rozvedl do úvodního dílu trilogie Sestřenky, v níž se Pilipiukův drsný humor mísí s alchymií a informatikou.
Čtrnáctiletý Pavel, hrdina trilogie Norweski dziennik (Norský deník): Ucieczka (2005), Obce ścieżki (2006) a Północne wiatry (2007), se místo očekávaných nudných prázdnin stane svědkem zabití agentů KGB a následně je odeslán do pochybného bezpečí za polárním kruhem, kde dojde i na setkání se ztřeštěným vnukem Jakuba Vandrovce.
Nejrozsáhlejším Pilipiukovým dílem je románová série Oko Jelenia (Jelení oko). Namísto plánovaných sedmi titulů se série uzavřela v šesti svazcích nazvaných Droga do Nidaros (2008), Srebrna Łania z Visby (2008), Drewniana Twierdza (2008), Pan Wilków (2009), Triumf lisa Reinicke (2010) a Sfera Armilarna (2011). Na počátku cyklu se k zemi řítí roj meteorů a konec světa je otázkou pouhých minut. Nečekejte však příběh o hrdinné vesmírné výpravě, která má za úkol katastrofu odvrátit. Po několika letech přibyl i sedmý díl nazvaný Sowie zwierciadło (2015).
Pod pseudonymem Tomacz Olszakowski pokračuje v sérii dobrodružství pana Auťáka, k níž prozatím připsal devatenáct svazků. Zbývá jmenovat také samostatné tituly, ať už jde o romány Operacja Dzień Wskrzeszenia (2006), Wampir z M-3 (2011, česky Laser-books 2011) a Wampir z MO (2013) či sbírky povídek mimo Vandrovcův cyklus 2586 kroków (2005), Czerwona gorączka (2007) a Rzeźnik drzew (2009). Některé z těchto kratších prací vyšly i česky v časopise Ikarie (4, 8/2005) a v antologii Polská ruleta (ed. Pavel Weigel, Laser-books 2003).
Občas se ve svých knihách vyskytne i osobně, tehdy se označuje jako „velký grafoman“. To možná odpovídá jeho píli (píše prakticky každý den), kvalitou se však stal jedním z nejčtenějších polských autorů. Takže volného času si mnoho neužívá, neboť když průměrný písař napíše 100 000 lží, nakonec z toho vzejde pravda a Andrzej se tak má co činit.
V politice aktivně podporuje konzervativní stranu Unia Polityki Realnej, za kterou kandiduje i ve volbách.

## Díla vydaná česky
Česky vydává Pilipiukovy knihy nakladatelství Laser-books a překládá je Pavel Weigel.
- Série o Jakubu Vandrovcovi:
  - Kroniky Jakuba Vandrovce (Kroniki Jakuba Wędrowycza, 2002), česky 2002, ISBN 80-7193-141-1
  - Čaroděj Ivanov (Czarownik Iwanow, 2002), česky 2003, ISBN 80-7193-154-3
  - Vezmi černou slepici (Weźmisz czarno kure, 2002), česky 2003, ISBN 80-7193-163-2
  - Záhada Kuby Rozparovače (Zagadka Kuby Rozpruwacza, 2004), česky 2004, ISBN 80-7193-179-9
  - Věšet každý může (Wieszać każdy może, 2006), česky 2010, ISBN 978-80-7193-314-4
  - Homo špiritusus (Homo Bimbrownikus, 2009), česky 2011, ISBN 978-80-7193-340-3
  - Jed (Trucizna, 2012), česky 2014, ISBN 978-80-7193-373-1
  - Conan Destilátor (Konan Destylator, 2016), česky 2018, ISBN 978-80-9071-510-3
  - Kapry bijem (Karpie bijem, 2019), česky 2020, ISBN 978-80-242-6606-0
- Cyklus Sestřenky:
  - Sestřenky (Kuzynki, 2003); česky 2005, ISBN 80-7193-197-7
  - Princezna (Księżniczka, 2004); česky 2010, ISBN 978-80-7193-323-6
  - Dědičky (Dziedziczki, 2005); česky 2012, ISBN 978-80-7193-346-5
  - Zaginiona (2014)

- Cyklus Upír z ...:
  - Upír z činžáku (Wampir z M-3, 2011); česky 2012, ISBN 978-80-7193-354-0
  - Upír z okrsku (Wampir z MO, 2013); česky 2018, ISBN 978-80-7549-916-5
  - Wampir z KC (2018)

- Trilogie Norský deník
  - Ucieczka (2005)
  - Obce ścieżki (2006)
  - Północne wiatry (2007)
- Cyklus Oko Jelena
  - Cesta do Nidarosu (Droga do Nidaros, 2008), česky 2015, ISBN 978-80-7193-392-2
  - Stříbrná laň z Visby (Srebrna Łania z Visby, 2008), česky 2018, ISBN 978-80-7617-058-2
  - Drewniana Twierdza (2008)
  - Pan Wilków (2008)
  - Triumf Lisa Reinicke (2010)
  - Sfera Armilarna (2011)
  - Sowie zwierciadło (2015)

- Jiné:
  - 2586 kroków (2005)
  - Operacja Dzień Wskrzeszenia (2006)
  - Czerwona gorączka (2007)